# Dyskryminator
Dyskryminator – układ elektroniczny selekcjonujący napływające do niego sygnały elektryczne według pewnej ich cechy lub cech, np. amplitudy, kształtu, etc.
Stosowany na przykład w różnego rodzaju czujnikach do oddzielenia sygnałów niepożądanych od użytecznych.